# Убого
Убого (на македонска литературна норма: Убого) е село в централната част на Северна Македония, община Градско.

## География
Селото е разположено югоизточно от Велес на около 8 километра северно от общинския център Градско.

## История
В XIX век Убого е българско село в Щипска кааза на Османската империя. Според статистиката на Васил Кънчов („Македония. Етнография и статистика“) от 1900 година Убогово има 130 жители, всички българи.
Цялото население на селото е под върховенството на Българската екзархия. В статистиката на секретаря на екзархията Димитър Мишев от 1905 година („La Macédoine et sa Population Chrétienne“) в Убогоно (Oubogono) живеят 80 българи екзархисти.
След Междусъюзническата война в 1913 година селото попада в Сърбия.
Според Димитър Гаджанов в 1916 година в Убово живеят 3 турци.